# Josip Ipavec
Josip (Jožef Karl) Ipavec (tudi Ipavic), slovenski skladatelj in zdravnik, * 21. december 1873, Šentjur, † 8. februar 1921, Šentjur.

## Življenjepis
Rodil se je kot sedmi otrok Gustava Ipavca in nečak Benjamina Ipavca. Prva dva gimnazijska razreda je opravil v benediktinskem samostanu St. Lambert na Gornjem Štajerskem, tretjega in četrtega pa v benediktinskem samostanu St. Pauli na Koroškem. V peti razred se je vpisal na celjski gimnaziji in maturiral leta 1893. Med študijem medicine je bil zborovodja akademskega pevskega društva Triglav v Gradcu, pri čemer je dobil motivacijo za skladateljevanje. Kot zdravnik je promoviral 1904 ter se je ves čas študija ukvarjal z glasbo. Prvo službo je dobil v dunajski vojaški bolnišnici, leta 1905 pa so ga prestavili v Zagreb. Zaradi očetove bolezni je iz vojaške službe izstopil in prevzel njegovo prakso v Šentjurju.
30. novembra 1907 se je v Gradcu poročil z Albertino Novoszad, v zakonu s katero sta se mu rodila sinova Jože (1910) in Teodor (1912).

## Skladateljski opis
Josipu je bilo dano praktično le eno desetletje komponiranja. Baletna pantomima Možiček, njegova prva večja skladba, je bila dokončana leta 1901. To je hkrati prva slovenska romantična kompozicija te vrste (kasneje jo je orkestriral Viktor Parma). Svoje najobsežnejše delo, opereto Princeso Vrtoglavko, je končal leta 1910. Glavnino njegovega ustvarjanja predstavljajo samospevi na nemška besedila, pa tudi orgelske skladbe. Tudi Josipa je mikala odrska glasba; s pantonimo Možiček je celo dosegel svoj največji uspeh. Njegova želja je bila, da bi njegovo opereto uprizorili, kljub posredovanju prijateljev tega ni mogel doseči. Verjetno bi se bil Josip še naprej trudil, da bi delo izvedli, a je jeseni leta 1909 težko zbolel. Nikdar več ni bil docela zdrav, tako da je opustil tudi zdravniško prakso. Umrl je 8. februarja 1921 v Šentjurju, kjer je tudi pokopan.
O njem je Igor Grdina napisal biografsko knjigo Slovenski Mozart: knjiga o Josipu Ipavcu, ki je uredil tudi zbornik z mednarodnega simpozija o njem Josip Ipavec in njegov čas (založba ZRC, 2000) in še enega z naslovom Josip Ipavec in njegov svet (ur. Franc Križnar in Igor Grdina, Koper, 2023).